# Olex
Olex az Amerikai Egyesült Államok északnyugati részén, Oregon állam Gilliam megyéjében, az Oregon Route 19 mentén elhelyezkedő önkormányzat nélküli település.
Névadója Alex Smith; a település neve téves rögzítés miatt lett Olex. A posta 1874 és 1976 között működött.

## Nevezetes személy
- Earl Snell, Oregon 23. kormányzója[3]

## Fordítás
- Ez a szócikk részben vagy egészben  az   Olex, Oregon című angol Wikipédia-szócikk ezen változatának fordításán alapul.  Az eredeti cikk szerkesztőit annak laptörténete sorolja fel. Ez a jelzés csupán a megfogalmazás eredetét és a szerzői jogokat jelzi, nem szolgál a cikkben szereplő információk forrásmegjelöléseként.